# 尼哥拉主義
尼哥拉主義（英文：Nicolaism，亦稱Nicholaism、Nicolationism或者Nicolaitanism）是一個負面意涵的稱號。發生在11世紀至11世紀的中世紀教會，神職人員在道德上出現嚴重墮落、離譜與腐敗行徑，使得教廷為之所苦，教會與神職人員形象大受打擊與質疑。這種情形一直延續到東王國的日爾曼王亨利三世（1039年-1056年）時期，才能傑出的亨利三世王干預當時教廷的混亂情況──「教宗昏庸無道，教延為爭奪羅馬教宗職位鬧得滿城風雨」，並且亨利三世任用一批品格高尚的宗教改革家，其中之一為希勒德布蘭（Hildebrand），就是之後的教宗貴格利七世（Pope Gregory VII，1073年-1085年）。因著貴格利七世在教延的革新，並受到帝國法國境內興起的一波修道制度新覺醒──克呂尼改革運動（994年-1109年）是在個人信仰生命上有聖潔的絕對要求，此運動並在帝國內受到持續性的推廣及響應，隨後順利的將尼哥拉主義、西門主義於聖職界的破壞力有效的消毀與控制。

## 歷史背景
尼哥拉一黨究竟何所指，目前也只能猜測。第二世紀愛任紐的作品中，認為那是指聖經裡的異教歸信者尼哥拉（徒6:5），但這可能只是臆測之語。亦有學者認為是指來自異教徒的逼迫，如《啟示錄》2:2中的“惡人”或《啟示錄》中2:9和3:9的“猶太人”，但這也只是猜測。歷史雖然沒有為讀者存留真相，而語源之路也因著過分曲折而讓人質疑，然而在面對尼哥拉黨之謎時，卻也不是完全沒有線索。最合理的推測是，尼哥拉黨是那些與假先知巴蘭的觀點近似的人——他們縱容、寬待不道德的行為，容忍吃祭過偶像的食物，無度的放縱肉體的私慾，實行淫亂。（啟2:14-5）其教導是越過基督信仰的自由，而在信仰上與異教妥協，腳踏兩條船。